# Константівка
Константівка — колишнє село в Україні, у теперішньому Львівському районі Львівської області, що розташовувалося на північ від села Зубів Міст.
1 квітня 1930 року село передане з Жовківського повіту Львівського воєводства до Кам'янко-Струмилівського повіту Тернопільського воєводства, де 1934 року село було самоврядною громадою у Камінецькому повіті Тернопільського воєводства. У зв'язку з адміністративною реформою 1 серпня 1934 року село було включене до новоутвореної сільської збірної ґміни Кам'янка Струмилова того ж повіту і того ж воєводства. Станом на 1 січня 1939 року у селі Константівка мешкало 750 осіб, з них: 150 українців, 110 поляків, 220 латинників, 20 юдеїв, 250 німців та інших національностей.
27 листопада 1939 року Кам'янко-Струмилівський повіт включено до новоутвореної Львівської області, а 17 січня 1940 року — ліквідований, шляхом утворення Кам'янко-Струмилівського району, до складу якого увійшла й Константівка.
По війні село увійшло в склад УРСР і незабаром було ліквідоване. Частину селян радянська влада вивезла до Сибіру, а решту розселили у навколишніх селах.